# Laosciadia
Laosciadia is een geslacht van uitgestorven sponzen, dat leefde tijdens het Krijt.

## Beschrijving
Deze 8 centimeter hoge kiezel- of hoornspons had een paddenstoelachtige vorm. Dit geslacht kenmerkte zich door een compacte en complexe bouw met veel kamers. Het skelet bestond uit stevig in elkaar grijpende vierassige kiezelnaalden. Het geslacht bevolkte waterdiepten tussen 100 en 400 meter.